# Massey Ferguson

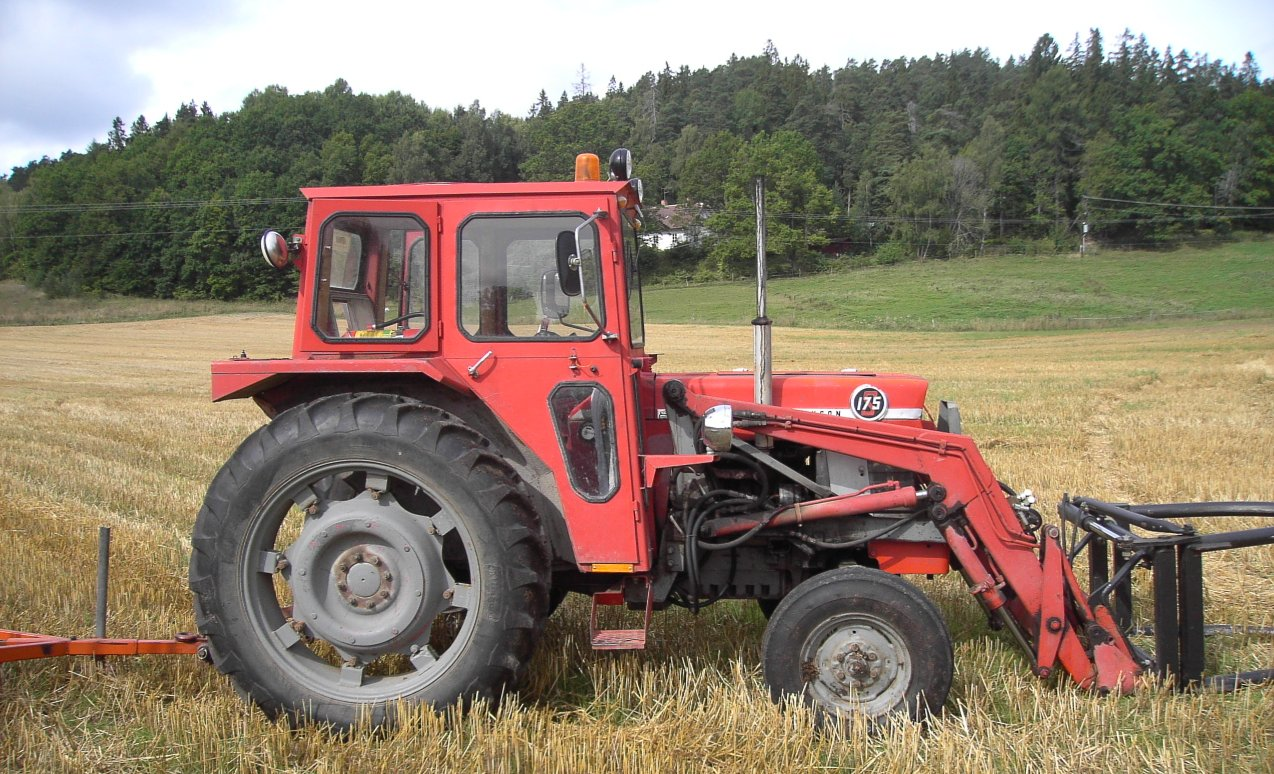
Modell 175 från slutet av 1960-talet

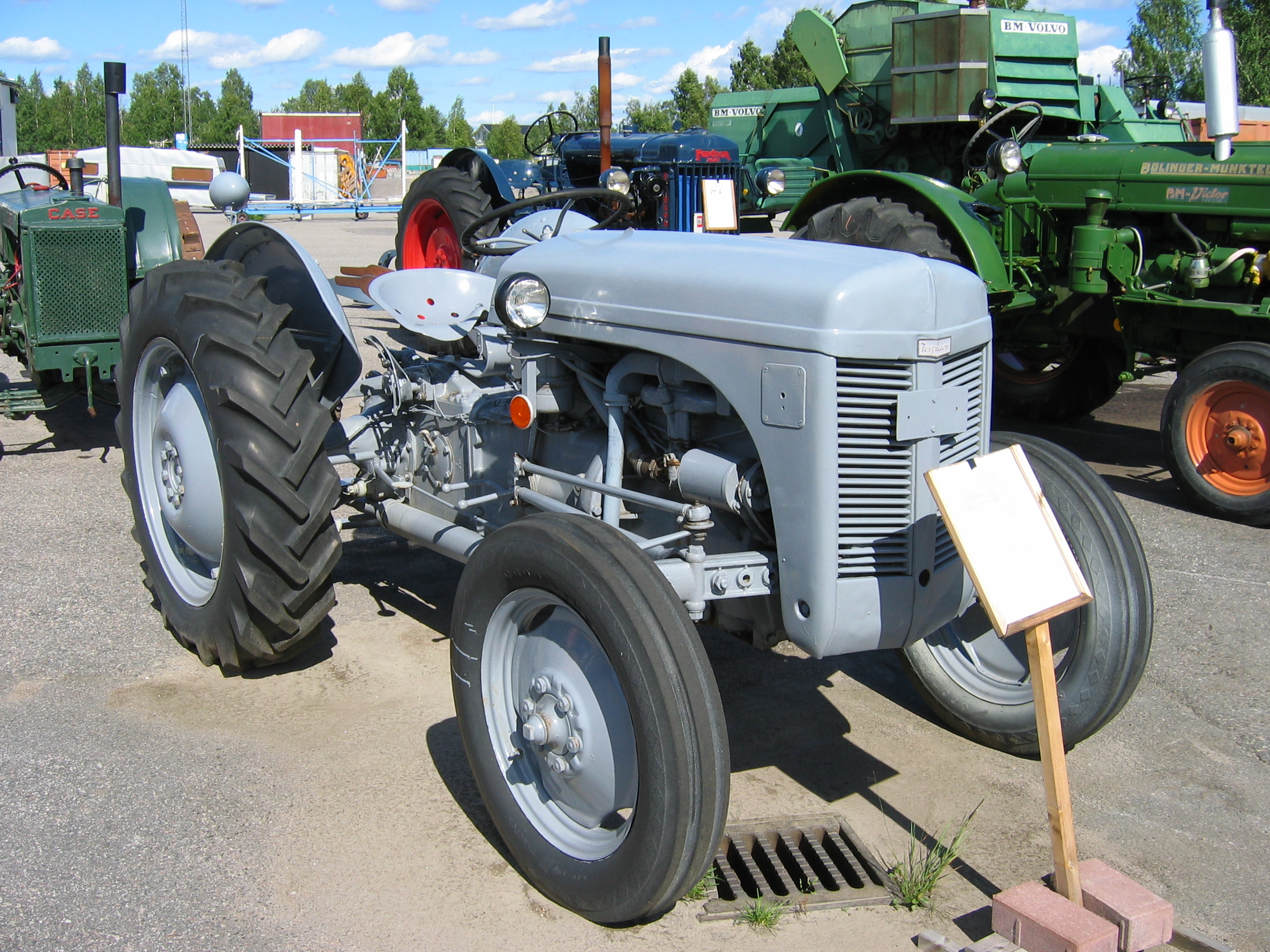
Ferguson TE20 "Grållen" som tillverkades från 1946-1956.

Massey Ferguson är en traktortillverkare som bildades 1953 genom en sammanslagning av de båda traktortillverkarna Ferguson från Storbritannien och Massey-Harris från Kanada. Namnet efter sammanslagningen var fram till 1958 Massey-Harris-Ferguson, då det kortades ner till Massey-Ferguson.
Massey Ferguson ingår i Agco-koncernen. Massey Fergusons huvudfabrik för traktorer är belägen i Beauvais i Frankrike.
En i Sverige välkänd Fergusonmodell är Ferguson TE20 eller "Grållen". Harry Ferguson var 1926 först med trepunktslänkage, en innovation som underlättade plöjning och som fick sitt genombrott med TE20 efter andra världskriget.